# Rice Stadium
Rice Stadium é um estádio de futebol americano localizado no campus da Universidade Rice em Houston, no estado do Texas, nos Estados Unidos. O local tem sido a casa do time da Rice Owls football desde 1950. Em 1962 o então presidente dos Estados Unidos John F. Kennedy declarou a famosa frase Nós escolhemos ir para a Lua no estádio. Foi a casa do time de futebol americano Houston Oilers (atual Tennessee Titans) entre os anos de 1965 a 1967. Também foi a sede do Super Bowl VIII em 1974.